# Trompe L'Oeil (Westworld)
Trompe L'Oeil es el séptimo episodio de la serie de televisión de suspenso y ciencia ficción de HBO, Westworld. Fue emitido por primera vez el 16 de noviembre de 2016.
El episodio recibió críticas muy positivas de los críticos, particularmente la escena final. El nombre del episodio hace referencia al arte del trompe-l'œil. 
Este episodio marcó la aparición final de Sidse Babett Knudsen como Theresa Cullen.

## Producción
"Trompe L'Oeil" fue escrito por Halley Gross y el cocreador de la serie, Jonathan Nolan, y fue dirigido por Frederick E.O. Toye, quien trabajó con Nolan en la serie de televisión Person of Interest.

## Recepción

### Audiencias
El episodio fue visto por 1.75 millones de personas en su primera emisión en Estados Unidos.

### Respuesta crítica
"Trompe L'Oeil" recibió el reconocimiento de la crítica. El episodio actualmente tiene una puntuación del 100% en Rotten Tomatoes, con una calificación de 8.79/10, basado en 22 comentarios. El consenso del sitio dice "'Trompe L'Oeil' confirma una importante teoría de los fanáticos con un episodio escalofriante cuyas conmociones narrativas son alimentadas por un grupo de actuaciones destacadas".
Eric Goldman, de IGN, revisó el episodio positivamente y dijo: "Con un final notable, 'Trompe L'Oeil' nos dio un montón de eventos que se realizaron de antemano que contribuyeron a otro episodio destacado". Le dio una puntuación de 9.2/10. Scott Tobias, de The New York Times, escribió en su reseña del episodio: "Aunque la verdadera identidad de Bernard es el gran giro del episodio, la revelación más perdurable puede ser la resistencia de Ford a los plantes de Delos para sus creaciones. La semana pasada, esa casita afuera de la red parecía el invento nostálgico de Ford de volver a visitar su infancia, utilizando modelos más antiguos de sus máquinas. Pero hay otro nivel para eso, literal y metafóricamente". Zack Handlen de The A.V Club escribió en su revisión: "Siete episodios y Westworld finalmente nos entrega tanto su primera muerte humana como su primera sorpresa verdaderamente impactante". Dio al episodio un A-.